# Tálos Gyula
Tálos Gyula, Tálos Gyula Ferenc (Budapest, 1887. március 8. – Budapest, 1975. február 13.) magyar belsőépítész, építész, grafikus. Édesapja Tálos Pál, műbútor-asztalos, az Ipartestület alelnöke, az Első Bútorcsarnok Szövetkezet alapítója és igazgatója.

## Életpályája
1908-ban fejezte be tanulmányait az Iparművészeti Iskolában, mint belsőépítész; Toroczkai Wigand Ede tanítványa volt. 1908–1911 között tanulmányúton volt Bécsben, Münchenben, Berlinben, Brüsszelben és Párizsban. 1910–1911 között építészeti irodákban dekorátor tervezőként dolgozott. 1911–1913 között Lajta Béla, 1913–1941 között Málnai Béla mellett dolgozott. 1915–1920 között orosz hadifogságban volt. 1918-ban japán újságokban jelentek meg grafikái, rajzai. 1941–1948 között Csánk Rottmann Elemér építész irodájában irodavezetőként tevékenykedett. 1948–1956 között a Középülettervező Vállalat magasépítési szakosztályában dolgozott.
Sírja a Farkasréti temetőben található.

## Magánélete
Első felesége Czuckermandel Adolf állomásfőnök és Weisz Janka lánya, Czakó Olga volt, akivel 1912 és 1921 között élt házasságban.
Második felesége Dukai Ilona (1889–1977) volt.

## Művei
- Dal a tűzpiros virágról (1935)